# سلمان مصبح
سلمان مصبح المعماري (مواليد 27 أغسطس 1980) هو لاعب كرة قدم قطري يلعب مع نادي معيذر كمدافع. مثّل منتخب قطر لكرة القدم.

## روابط خارجية
- سلمان مصبح على موقع قاعدة بيانات كرة القدم.إي يو (الإنجليزية)
- سلمان مصبح على موقع ناشيونال فوتبول تيمز (الإنجليزية)
- سلمان مصبح على موقع كووورة